# Albert Baur (Chemiker)
Albert Baur (* 13. April 1856 in Biberach an der Riß; † 29. August 1933) war ein deutscher Chemiker und Erfinder, der sich die Herstellung von künstlichen Moschusdüften patentieren ließ. Die von Baur erforschten und produzierten Ersatzstoffe gehören zur ersten, bis zu den 1950er Jahren in der Parfümerie vorherrschende Generation künstlicher Moschusnoten. Viele der von Baur vermarkteten Stoffe sind problematisch und dürfen in Kosmetika nicht mehr verwendet werden, so ist das Moschusxylol seit 2014 in der EU verboten. Baurs Moschus-Keton wird aber nach wie vor benutzt und war auch ein Bestandteil des seit 1921 verkauften Chanel Nº 5.

## Leben
Albert Baurs Eltern waren der Tragantwarenfabrikant Julius Albert Baur (1809–1892) – seine Ausstellungsstücke aus Tragant-Zuckerwaren wurden preisgekrönt – und Barbara, Tochter des Apothekers Kneisle aus Ehingen. Seine Geschwister waren Gustav (1846–1932), der den väterlichen Betrieb übernahm, und Ottilie, die den Essigfabrikanten Ernst Hauth heiratete.
Albert Baur absolvierte eine Lehre zum Apotheker und wurde in Tübingen am 2. Juli 1883 mit der Dissertation „Über zwei in der Harzessenz vorkommende Butyltoluole“ zum Dr. rer. nat. promoviert.
Bereits 1881 war bemerkt worden, dass ein TNT-ähnliches Molekül einen moschusartigen Duft hatte. Baur, der (laut dieser Quelle) an einem Herstellungsverfahren für TNT arbeitete, fand heraus, dass man auf chemischen Wege einen Moschusersatz herstellen kann. Dazu stellte er zunächst Butyltoluol her und nutzte dann die Nitrierung mit Salpetersäure und Schwefelsäure. Dieses Herstellungsverfahren ließ er sich nach seinen Angaben „in allen Ländern“ patentieren, wobei er das deutsche und das amerikanische Patent im Jahr 1889 erhielt. Er wohnte damals in Gispersleben bei Erfurt und wurde dort um 1890 Fabrikdirektor. Er forschte weiter und fand weitere Moschusduft-Ersatzstoffe: Moschus-Keton, Moschusxylol und Moschus-Ambrette. Besonders bekannt waren der Moschus Baur (Musc Baur) und das Tonquino (von der Firma Valentimer & Schwarz in Leipzig). Für Frankreich wurde es in der Fabrik von Giromagny und für die übrigen Länder in der Fabrik in Mülhausen produziert. Der künstliche Moschus fand vielfach in der Toiletteseifenfabrikation Verwendung. In Frankreich ließ  er Fabrique de produits chimiques de Thann & Mulhouse produzieren. Im gleichen Jahr gelang Emil Schnaufer und Heinrich Hupfeld die Alkylierung von Moschusxylol. Danach wurden in rascher Folge neue Riechstoffe erfunden und patentiert.
Albert Baur wurde ein reicher Mann; in der Stadt Gernrode ließ er sich die Villa Irma errichten. 1893 heiratete er Irma, die Tochter des Apothekers Hugo Münzel aus Bad Suderode. Am 6. Oktober 1894 wurde ihr Sohn Herbert Baur geboren, der nach Genesung zur Abiturvorbereitung die Schradersche Militärvorbereitungsanstalt in Magdeburg besuchte und bei Kriegsausbruch dem Francisceum in Zerbst überwiesen wurde. Sein Studium der Chemie in Halle wurde vom Heeresdienst bis Februar 1919 unterbrochen. Nach Verbandsexamina im Sommer 1920 ging er nach Göttingen, wo er als Organiker präparativ arbeitete und im Herbst 1921 bei Walther Borsche seine Doktorarbeit begann. Die Schwiegertochter Martha hatte zwei Kinder.
Albert Baur gehörte zum Gernroder Gemeindekirchenrat, zum Direktorium der städtischen Sparkasse, war stellvertretender Bürgermeister und Vorstandsmitglied der 1894 eingerichteten Kleinkinderbewahrungsanstalt, außerdem Mitglied im Harzklub-Zweigverein. Für den Sitzungssaal des Rathauses stiftete er ein Relief des anhaltischen Herzogs und besorgte der Stadt nach einem Hausbrand eine neue Feuerwehrspritze. Auch für seine Herkunftsstadt Biberach an der Riß wirkte er als Spender.

## Bedeutung und Nachwirkungen von Baurs Entwicklungen
Die Nutzung künstlicher Substanzen als Duftstoffe gab es schon vor Baurs Entdeckungen: das knapp 50 Jahre zuvor entdeckte bittermandelölartig duftende Nitrobenzol diente unter dem Namen „Mirbanöl“ zum Parfümieren von Seifen. Um 1900, nachdem Baur seine Duftstoffe auf dem Markt gebracht hatte, wurden nur noch billige Toiletteseifen mit Mirbanöl versehen. Baurs Arbeiten erreichten eine neue Qualität: Der Duft des künstlichen Riechstoffes Moschus-Keton kommt dem des natürlichen Moschus am nächsten. Sie sind eng mit dem Beginn eines Industriezweiges verknüpft, der auf der synthetischen Aromatenchemie basiert. So wurden in der Zeit etwa bis zur Jahrhundertwende hunderte Varianten der Duftstoffe synthetisiert.
Die von Baur als Moschusduft-Ersatzstoffe entwickelten Nitroaromaten werden in der Umwelt nur schwer abgebaut, sie sind persistent und als Schadstoffe daher weit verbreitet. Einige von ihnen, vor allem das Moschus-Ambrette, sind phototoxisch: es entstehen mit (Sonnen-)Licht Photoallergien. Abgesehen vom Moschus-Keton ist die Verwendung der meisten Nitroaromaten in Kosmetika daher heute in der EU verboten: die von Moschus-Ambrette seit 1995, Moschusxylol seit 2014.

## Von Baur verwendete Reaktionen

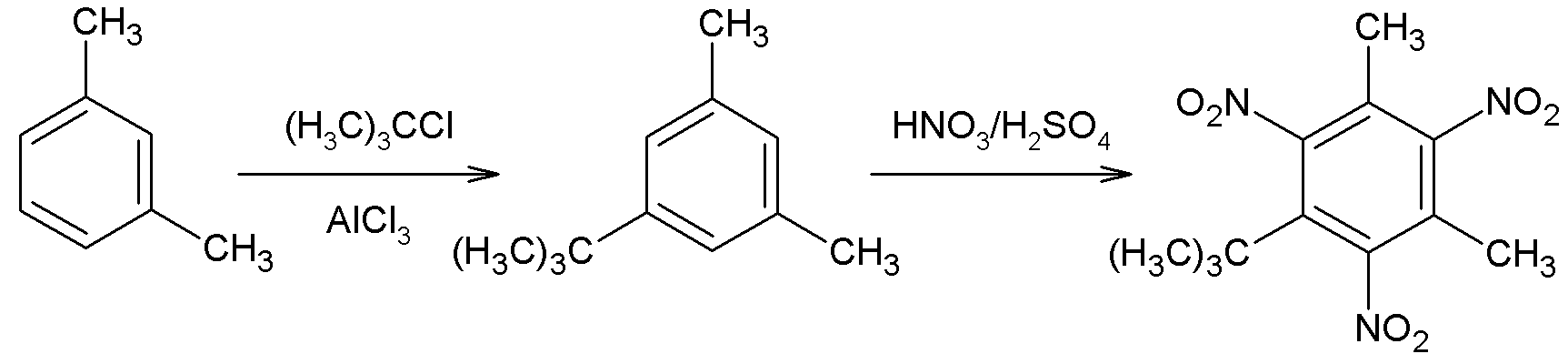
Abfolge von Alkylierung und Nitrierung, hier zur Darstellung des Moschusxylols

Die wichtigsten von Baur genutzten Reaktionen waren die erst seit 1877 bekannte Friedel-Crafts-Alkylierung und für die Herstellung des Moschus-Ketons die Friedel-Crafts-Acylierung. Die Nitrierung mit Salpetersäure oder mittels Salpetersäure-Schwefelsäure-Gemisch ist eine elektrophile aromatische Substitution.